# فرودگاه ویسکی کریک
فرودگاه ویسکی کریک  (به انگلیسی: Whiskey Creek Airport)  یک فرودگاه همگانی باربری  است که یک باند فرود آسفالت دارد و طول باند آن ۱۶۴۶ متر است. این فرودگاه در  کشور ایالات متحده آمریکا قرار دارد و در ارتفاع ۱۸۶۷ متری از سطح دریا واقع شده است.